# Tony Roche
Anthony Dalton Roche, detto Tony (Wagga Wagga, 17 maggio 1945), è un allenatore di tennis ed ex tennista australiano.

## Carriera da giocatore
Roche crebbe in Australia allenandosi sotto la tutela di Harry Hopman, che allenò altri grandi tennisti australiani come Rod Laver e Ken Rosewall.
Roche ebbe una soddisfacente carriera sia come singolarista che doppista. Vinse un titolo del Grande Slam, il Roland Garros nel 1966, e raggiunse la finale al Roland Garros nel 1965 e 1967, a Wimbledon nel 1968 e agli Us Open nel 1969 e 1970. In coppia con John Newcombe dominò il circuito del doppio vincendo ben 12 titoli del Grande Slam. Nel 1968 Roche divenne pro, firmando con la World Championship Tennis Association, unendosi ad altri campioni come Cliff Drysdale, Nikola Pilić e Roger Taylor.
È in doppio che Tony Roche dettò legge, arrivando a vincere 13 titoli dello Slam (5 Australian Open, 5 Wimbledon, 2 Roland Garros e 1 Us Open), di cui 12 al fianco del connazionale John Newcombe. La coppia Newcombe-Roche è considerata ancora oggi una delle più forti di tutti i tempi. Nel 1977 vinse l'Australian Open con Arthur Ashe, l'unico dei suoi 13 Major in doppio maschile con un partner diverso da Newcombe.
Uno dei suoi più grandi risultati avvenne 1977, quando venne chiamato a giocare la finale di Coppa Davis contro l'Italia, a quasi dieci anni dall'ultima volta che giocò con l'Australia. Roche batté Adriano Panatta con il punteggio di 6-3,6-4,6-4, guidando l'Australia ad una vittoria finale per 3-1, vincendo la Coppa Davis. Problemi al ginocchio e al gomito posero fine alla sua carriera, dopo essere stato in top 10 per sei anni consecutivi.

## Carriera da coach
Dopo essersi ritirato, Roche diede vita ad un'ottima carriera da coach. Ivan Lendl assunse Roche come coach per ottenere consigli da lui sul gioco a volo (Lendl sognava di vincere Wimbledon, e poiché Roche era stato un ottimo giocatore sull'erba cercò il suo aiuto). Roche allenò anche il numero uno Patrick Rafter dal 1997 alla fine della sua carriera nel 2002.
Allenò Roger Federer dal 2005 al 12 maggio 2007. Federer assunse Roche per ragioni opposte a quelle di Lendl (lo assunse per migliorare il suo gioco sulla terra, avendo Roche vinto un French Open). Ha allenato il tennista australiano Lleyton Hewitt nella parte finale della sua carriera. 
Roche entrò nella Tennis Hall of Fame insieme al suo ex compagno di doppio e amico John Newcombe nel 1986.

## Risultati negli Slam in singolo

### Vittorie
| Anno | Torneo        | Avversario    | Risultato Finale |
| 1966 | Roland Garros | István Gulyás | 6-1, 6-4, 7-5    |

### Finalista
| Anno           | Torneo        | Avversario   | Risultato finale   |
| 1965           | Roland Garros | Fred Stolle  | 6-3, 0-6, 2-6, 3-6 |
| 1967           | Roland Garros | Roy Emerson  | 1-6, 4-6, 6-2, 2-6 |
| ↓ Era "Open" ↓ |               |              |                    |
| 1968           | Wimbledon     | Rod Laver    | 3-6, 4-6, 2-6      |
| 1969           | U.S. Open     | Rod Laver    | 9-7, 1-6, 2-6, 2-6 |
| 1970           | U. S. Open    | Ken Rosewall | 6-2, 4-6, 6-7, 3-6 |

## Risultati nel doppio degli Slam

### Vittorie
| Anno           | Torneo              | Compagno      | Avversari in finale              | Risultato finale          |
| 1965           | Australian Open     | John Newcombe | Roy Emerson Fred Stolle          | 3-6, 4-6, 13-11, 6-3, 6-4 |
| 1965           | Wimbledon           | John Newcombe | Ken Fletcher Bob Hewitt          | 7-5, 6-3, 6-4             |
| 1967           | Australian Open (2) | John Newcombe | Bill Bowrey Owen Davidson        | 3-6, 6-3, 7-5, 6-8, 8-6   |
| 1967           | Roland Garros       | John Newcombe | Roy Emerson Ken Fletcher         | 6-3, 9-7, 12-10           |
| 1967           | U.S. Open           | John Newcombe | Bill Bowrey Owen Davidson        | 6-8, 9-7, 6-3, 6-3        |
| 1968           | Wimbledon (2)       | John Newcombe | Ken Fletcher Ken Rosewall        | 3-6, 8-6, 5-7, 14-12, 6-3 |
| 1969           | Roland Garros (2)   | John Newcombe | Roy Emerson Rod Laver            | 4-6, 6-1, 3-6, 6-4, 6-4   |
| 1969           | Wimbledon (3)       | John Newcombe | Tom Okker Marty Riessen          | 7-5, 11-9, 6-3            |
| 1970           | Wimbledon (4)       | John Newcombe | Ken Rosewall Fred Stolle         | 10-8, 6-3, 6-1            |
| 1971           | Australian Open (3) | John Newcombe | Tom Okker Marty Riessen          | 6-2, 7-6                  |
| 1974           | Wimbledon (5)       | John Newcombe | Bob Lutz Stan Smith              | 8-6, 6-4, 6-4             |
| 1976           | Australian Open (5) | John Newcombe | Ross Case Geoff Masters          | 7-6, 6-4                  |
| 1977 (gennaio) | Australian Open (6) | Arthur Ashe   | Charlie Pasarell Erik Van Dillen | 6–4, 6–4                  |

### Finalista
| Anno | Torneo              | Compagno      | Avversari                | Risultato finale            |
| 1964 | Roland Garros       | John Newcombe | Roy Emerson Ken Fletcher | 7-5, 6-3, 3-6, 7-5          |
| 1966 | Australian Open (2) | John Newcombe | Roy Emerson Fred Stolle  | 7-9, 6-3, 6-8, 14-12, 12-10 |

## Risultati doppio misto slam

### Vittorie
| Anno | Torneo          | Compagna           | Avversari                  | Risultato finale |
| 1966 | Australian Open | Judy Tegart Dalton | Bill Bowrey Robyn Ebbern   | 6-1, 6-3         |
| 1976 | Wimbledon       | Françoise Dürr     | Rosie Casals Dick Stockton | 6-3, 2-6, 7-5    |

### Finalista
| Anno | Torneo          | Compagna           | Avversari                          | Risultato finale |
| 1965 | Wimbledon       | Judy Tegart Dalton | Ken Fletcher Margaret Smith Court  | 12-10, 6-3       |
| 1967 | Australian Open | Judy Tegart Dalton | Owen Davidson Lesley Turner Bowrey | 9-7, 6-4         |
| 1969 | Wimbledon (2)   | Judy Tegart Dalton | Ann Jones Fred Stolle              | 6-2, 6-3         |